# Claudette Masdammer
Claudette Izel Masdammer, po mężu Humphrey (ur. 30 marca 1939, zm. 13 listopada 2013 w Londynie) – gujańska lekkoatletka (sprinterka i skoczkini w dal), olimpijka.
Wzięła udział w igrzyskach olimpijskich w 1956, na których wystartowała w dwóch konkurencjach: biegu na 100 i 200 metrów (w obu odpadała w kwalifikacjach). W biegu eliminacyjnym na 100 metrów zajęła ostatnie piąte miejsce, z wynikiem 12,87 s (tylko Janet Jesudason z Singapuru miała gorszy czas eliminacji). W biegu eliminacyjnym na 200 metrów także uplasowała się na ostatniej pozycji, tym razem czwartej (25,73 s). Była pierwszą kobietą reprezentującą Gujanę na igrzyskach olimpijskich (wówczas Gujana Brytyjska).
Brała także udział w Igrzyskach Imperium Brytyjskiego i Wspólnoty Brytyjskiej 1958. Odpadła w eliminacjach biegu na 100 jardów, zajmując piąte miejsce w swoim wyścigu (11,6 s). Była też zgłoszona do biegu na 220 jardów, lecz nie pojawiła się na starcie. Ponadto zdobyła indywidualnie dwa medale na Mistrzostwach Brytyjskich Indii Zachodnich 1959, srebrny w skoku w dal (5,07 m) i brązowy w biegu na 100 metrów (czas nieznany).
W 1961 roku wyjechała do Anglii, gdzie pracowała jako położna w Hythe i Southampton. Wyszła za mąż za Winstona Humphreya, oficera marynarki wojennej. Mieszkała w kilku różnych krajach, by finalnie osiedlić się w Anglii, w której zmarła.
Rekordy życiowe: bieg na 100 m – 11,8 s (1957), bieg na 200 m – 24,0 (1957).